# 平沢ゆうな
平沢 ゆうな（ひらさわ ゆうな、1985年〈昭和60年〉9月6日 - ）は、日本の漫画家、トランスジェンダー。作品は「忘レソコナイ」（第68回ちばてつや賞奨励賞）、『僕が私になるために』、『白百合は朱に染まらない』、『鍵つきテラリウム』など。男性としての会社勤務を経てホルモン療法、性別適合手術を受け、2015年に女性へ戸籍変更。メンサの会員で、物理学（量子光学専攻）の修士課程修了者。本稿では平沢自身の体験を漫画化した作品「僕が私になるために」についても記述する。

## 作品一覧
- 「忘レソコナイ」 - 第68回ちばてつや賞一般部門奨励賞受賞作[2][13]
- 「僕が私になるために」 - 『週刊モーニング』連載[12]（2016年第15号 - 2016年第21号）[14][15]
- 「僕が私になるためにextra 性の境界線」 - 『モアイ』にてウェブ掲載[16][注釈 2]
- 「モーニング楽屋裏」 - 『モーニング』新人賞の募集お知らせ漫画[17]
- 「要件定義」 - 『週刊Dモーニング』読み切り増刊2016年冬号にてウェブ掲載[18]
- 「白百合は朱に染まらない」 - 『ヤングマガジンサード』連載（2018年第9号[5] - 2019年第7号[19]）
- 「鍵つきテラリウム」 - 『コミックメテオ』（2017年読み切り掲載[4]、2019年2月13日から2020年11月までウェブ連載[8][20]）
- 「竜医のルカ」 - 『モーニング・ツー』（2022年11号より[21]）

## 単行本
- 『僕が私になるために』講談社〈モーニングKC〉、2016年、ISBN 978-4-06-388616-0
ドイツ語版 - 『Yunas Reise zum Ich: My Sex Change Experience』Martin Bachernegg 翻訳、Carlsen Verlag GmbH、2021年8月、ISBN 978-3551746566。
- 『白百合は朱に染まらない』講談社〈ヤンマガKCコミックス〉、全2巻。
  1. 2019年2月、ISBN 978-4-06-514557-9
  2. 2019年9月、ISBN 978-4-06-516649-9
- 『鍵つきテラリウム』フレックスコミックス〈メテオCOMICS〉、全4巻[7][20]（仏語版 -『Terrarium』 グレナ社）。
  1. 2019年5月、ISBN 978-4-86675-060-6（仏語版 - 2021年6月、ISBN 978-2344044711）
  2. 2019年9月、ISBN 978-4-86675-072-9（仏語版 - 2021年9月、ISBN 978-2344046203）
  3. 2020年2月、ISBN 978-4-86675-092-7（仏語版 - 2021年11月、ISBN 978-2344046210）
  4. 2020年11月、ISBN 978-4-86675-126-9（仏語版 - 2022年2月、ISBN 978-2344051788）

- 同作は2020年の「第4回 みんなが選ぶTSUTAYAコミック大賞」で、ベスト10以外の「他にも投票が多かった人気作品」の中に入っている[22]。
- 『竜医のルカ』講談社〈モーニングKC〉、既刊5巻
  1. 2023年2月、ISBN 978-4-06-530667-3
  2. 2023年8月、ISBN 978-4-06-532563-6
  3. 2024年2月、ISBN 978-4-06-534543-6
  4. 2024年9月、ISBN 978-4-06-536746-9
  5. 2025年5月、ISBN 978-4-06-539530-1

## 出演
- 2020年6月12日（11日深夜） - TOKYO MX『らしく～My Story～』[23]

## 僕が私になるために
作者である平沢自身の性転換手術体験を題材としたエッセイ漫画。特に手術部分の詳細な説明が話題を呼び、性別適合手術に求められる「覚悟」を描いたシリアスなルポ漫画とのレビューもある。単行本ではホルモン療法時を描いた「episode8」が追加されている。

### あらすじ
大学を出て会社員となった平沢は、男性としての違和感を感じるようになる。意を決して医者を訪ねるも苦言を呈され、一念発起して女装で通院し始める。道行く人の心ない一言に傷つきながらも、医者から性同一性障害として診断が下ってホルモン療法が始まり、タイでの性転換手術を迎える。タイではダイレーションの痛みや幻肢痛、尿道口圧迫に苦しみながらも、陽気な看護師達の笑顔や兄妹からの励ましで手術後の痛みに耐えていく。帰国後には後輩に対して、性別適合手術を料理に例えて説明する。裁判所での戸籍変更はあっけなく終わり、平沢は友人達にも温かく受け入れられる。

### 書誌情報
- 『僕が私になるために』講談社〈モーニングKC-2616〉、2016年、ISBN 978-4-06-388616-0 NCID BB22135434。
- 『Yunas Reise zum Ich: My Sex Change Experience』Martin Bachernegg 翻訳、Carlsen Verlag GmbH、2021年8月、ISBN 978-3551746566。（ドイツ語）